# Lauter (Schlitz)
Die Lauter ist der 27,9 km lange, linke und westliche Quellfluss der Schlitz im Vogelsbergkreis und Landkreis Fulda in Hessen, Deutschland, die in Bad Salzschlirf mit deren rechtem und südlichem Quellfluss Altefeld zusammenfließt. Das Einzugsgebiet der Lauter umfasst 136,58 km².

## Verlauf
Die Lauter entspringt im Mittelgebirge Vogelsberg rund 2 km nordnordöstlich des Bergs Sieben Ahorn (752,7 m ü. NN) im dortigen Oberwald. Ihre Quelle liegt im Vogelsbergkreis im Naturpark Vulkanregion Vogelsberg am waldreichen Forstwiesenkopf auf etwa 670 m Höhe.
Sie fließt zumeist in nordöstlicher Richtung, nach Verlassen des Waldgebiets am Flussursprung zunächst durch Engelrod, Hörgenau und Hopfmannsfeld, drei Ortsteile der nach ihr benannten Gemeinde Lautertal. Nachdem sie einen weiteren Wald durchflossen und den Naturpark verlassen hat, läuft die Lauter durch Frischborn, worauf von Süden der Eisenbach einmündet. Dann zieht sie nordwärts durch die ebenfalls nach ihr benannte Kreisstadt Lauterbach, wo ihr aus Westen das Brenderwasser zufließt. Noch in der Ortschaft knickt die Lauter nach Osten ab und passiert anschließend das Dorf Angersbach.
Etwas weiter östlich erreicht die Lauter das im Landkreis Fulda gelegene Bad Salzschlirf, wo sie sich auf 238,7 m ü. NN mit der von Süden kommenden Altefeld zum nun noch 13,3 km langen, linksseitigen Fulda-Zufluss Schlitz vereinigt.